# Revival (Eminem)
Revival is het 9e studio-album van de Amerikaanse rapper Eminem, gemaakt in 2017. Het album bevat onder andere samenwerkingen met artiesten zoals Ed Sheeran en X Ambassadors.
Revival kwam de Nederlandse Album Top 100 binnen op 23 december 2017 en stond meteen op de eerste plaats.
Het grootste succes van het album was het liedje River dat hij samen met Ed Sheeran heeft gemaakt.

## Nummers
1. "Walk on Water" (met Beyoncé) - 5:04
2. "Believe" - 5:15
3. "Chloraseptic" (met Phresher) - 5:01
4. "Untouchable" - 6:10
5. "River" (met Ed Sheeran) - 3:41
6. "Remind Me (Intro)" - 0:26
7. "Remind Me" - 3:45
8. "Revival (Intermezzo)" - 0:51
9. "Like Home" (met Alicia Keys) - 4:05
10. "Bad Husband" (met X Ambassadors) - 4:47
11. "Tragic Endings" (met Skylar Grey) - 4:12
12. "Framed" - 4:13
13. "Nowhere Fast" (met Kehlani) - 4:24
14. "Heat" - 4:10
15. "Offended" - 5:20
16. "Need Me" (met P!nk) - 4:25
17. "In Your Head" - 3:02
18. "Castle" - 4:14
19. "Arose" - 4:34